# Greg Oden
Gregory Wayne „Greg“ Oden Jr. (* 22. Januar 1988 in Buffalo, New York) ist ein ehemaliger US-amerikanischer Basketballspieler, der von 2007 bis 2014 bei den Portland Trail Blazers und den Miami Heat in der NBA unter Vertrag stand, verletzungsbedingt jedoch kaum zum Einsatz kam.
Oden wurde aufgrund seiner exzellenten körperlichen Voraussetzungen und Athletik beim NBA-Draft 2007 an erster Stelle von den Blazers ausgewählt. Letztlich wurde er jedoch hauptsächlich durch seine Verletzungsanfälligkeit bekannt und erreichte nie das von Scouts prognostizierte Leistungsniveau. Daher wird er heute von Experten als einer der größten Draft-Enttäuschungen der NBA-Geschichte eingestuft.

## Karriere

### College
Am 29. Juni 2005 gab Oden zusammen mit seinem High School Teamkameraden Mike Conley, Jr. bekannt, dass er ab der Saison 2006/07 die Ohio State University besuchen würde. Er musste allerdings aufgrund einer Verletzung seines rechten Handgelenks zu Beginn der Saison aussetzen. Er gab sein College-Basketball-Debüt erst am 2. Dezember 2006, beeindruckte dabei aber mit 14 Punkten, 10 Rebounds und 5 Blocks. Steve Kerr bezeichnete ihn als „once-in-a-decade player“ (ein Spieler, der so gut ist, dass es ihn nur einmal in einem Jahrzehnt gibt). Am 6. März 2007 wurde Oden in das All-Big Ten First Team und das All-Defensive Team berufen sowie zum besten Verteidiger seiner Conference ernannt. Im Sweet-Sixteen-Turnier blockte Oden einen spielentscheidenden Wurf im Spiel gegen Tennessee und sicherte seiner Mannschaft damit einen 85:84-Sieg. Anschließend führte er seine Mannschaft an den Memphis Tigers und den Georgetown Hoyas vorbei bis in das Finale 2007, wo die Ohio State Buckeyes trotz 25 Punkten, 12 Rebounds und 4 Blocks von Oden an den Florida Gators scheiterten.
Am 26. März 2007 wurde Oden neben Kevin Durant, Arron Afflalo, Alando Tucker und Acie Law IV ins Associated Press All-American Team gewählt. Oden und Durant waren seit 1990 die ersten beiden Spieler, die in ihrem ersten Jahr am College waren und denen diese Ehre zuteilwurde. In seiner gesamten High-School- und College-Karriere hat Oden nie ein Heimspiel verloren.

### NBA

#### Portland Trail Blazers (2007–2012)
Vor dem NBA-Draft 2007 gab es lange Debatten, wer an erster Stelle ausgewählt werden würde (Greg Oden oder Kevin Durant). Am 29. Juni 2007 entschieden sich die Portland Trail Blazers, sich an erster Stelle die Rechte an Oden zu sichern. Im September 2007 unterzog sich Oden einer Operation am Knie, weshalb er die gesamte NBA-Saison 2007/08 ausfiel. In der Saison 2008/09 gab er sein Debüt. Da er im Jahr zuvor an keinem Spiel teilnahm, galt er in dieser Saison als Rookie. In der ersten Saisonhälfte kam er als Ersatzmann von Center-Kollege Joel Przybilla auf das Spielfeld, doch in der zweiten Saisonhälfte konnte er ihn auf die Bank verdrängen. Oden erzielte durchschnittlich 8,9 Punkte, 7,0 Rebounds und 1,0 Blocks pro Spiel. Mit den Blazers erreichte er die Playoffs, scheiterte aber dann an den Houston Rockets. Die Folgesaison 2009/10 begann vielversprechend, bis Oden sich am 5. Dezember 2009 die Kniescheibe brach und nach 21 Spielen für den Rest der Saison ausfiel.
Am 17. November 2010 gaben die Blazers bekannt, dass Oden sich einer weiteren Operation unterziehen müsse, weswegen er auch die gesamte NBA-Saison 2010/11 ausfallen würde. Nach der Saison verlängerten die Trailblazers seinen Vertrag um ein Jahr. Jedoch wurde Anfang Februar 2012 bekannt, dass er sich abermals einer Knieoperation unterziehen muss und er auch die NBA-Saison 2011/12 komplett verpassen würde. Am 15. März 2012 wurde er von den Trailblazers entlassen. Später erklärte er, dass er die NBA-Saison 2012/13 aussetzen wolle, um seine Verletzungen auszukurieren.

#### Miami Heat (2013/14)
Nach dem Aussetzen der NBA-Saison 2012/13 entschied sich Oden für ein Comeback und unterschrieb einen Einjahresvertrag beim NBA-Champion Miami Heat, um an der Seite von LeBron James, Dwyane Wade und Chris Bosh zu spielen. Am 24. Oktober 2013 erzielte er in einem Vorbereitungsspiel seine ersten Punkte für Miami. Sein erstes offizielles Spiel bestritt Oden am 14. Januar 2014, bei dem er 6 Punkte und 2 Rebounds in 8 Minuten erzielte. Mit den Heat erreichte er das NBA-Finale. Man verlor jedoch die Serie gegen die San Antonio Spurs. Oden kam in drei Playoffspielen zum Einsatz und erzielte keinen Punkt. Sein Vertrag wurde nach der Saison nicht verlängert und er fand zum Saisonstart 2014 kein neues Team. Im August 2014 wurde Oden, der unter Alkoholproblemen litt, von der Polizei festgenommen, nachdem er seine damalige Freundin ins Gesicht geschlagen hatte und wurde deshalb später unter anderem zu einer Geldstrafe verurteilt sowie dazu verpflichtet, Alkoholentzugskurse zu besuchen.

#### Comeback-Versuch (2015)
Während der laufenden NBA-Saison 2014/15 versuchte Oden seine Rückkehr, indem er bei den Memphis Grizzlies ein Probetraining bestritt. Er wurde jedoch nicht in den Kader aufgenommen. Im Sommer 2015 scheiterten weitere Versuche bei den Charlotte Hornets und Dallas Mavericks.

#### Wechsel nach China (2015/16)
Im August 2015 unterzeichnete Oden einen Vertrag beim chinesischen Erstligisten Jiangsu Dragons. In 25 Spielen erzielte er 13,0 Punkte, 12,6 Rebounds und 2,0 Blocks, ehe er sich am 1. Februar 2016 entschied, Jiangsu zu verlassen.

#### Karriereende
Im Oktober 2016 erklärte Oden, dass er an die Ohio State University zurückgekehrt sei, um seinen Hochschulabschluss nachzuholen. Nebenbei unterstützte er das Basketballteam der Buckeyes als Studententrainer. Auf die Frage, ob er je auf das Basketballfeld zurückkehren werde, antwortete Oden "I wish. It's over." (zu deutsch etwa: "Schön wär's. Es ist vorbei.") Im Jahr 2019 schloss Oden das College erfolgreich ab.

#### Rückkehr aufs Spielfeld
2018 nahm er am mit zwei Millionen US-Dollar dotierten Turnier The Basketball Tournament teil, im Juni 2019 kehrte er in der 3-gegen-3-Liga Big3 aufs Spielfeld zurück.